# Атонија материце
Атонија материце је немогућност материце да се адекватно контрахује (грчи) након порођаја. Контракција мишића материце током порођаја компримује крвне судове и успоравају проток крви кроз материцу, што помаже у спречава појаву крварење и олакшава коагулацију крви. Према томе, недостатак контракције мишића материце може довести до акутног крварења, јер васкулатура није довољно компримована.
Атонија материце је најчешћи узрок постпорођајног крварења, што је ургентно стање у акушерству јер један од потенцијалних узрока смрти. 
Широм света, постпорођајно крварење је међу првих пет узрока смртности мајки.  Препознавање знакова упозорења атоније материце у условима екстензивног крварења након порођаја требало би да покрене ургентну и адекватну интервенције у циљу повратка стабилне контракције материце и заустављање крварења након порођаја.

## Епидемиологија
Одсуство ефективне контракције материце након порођаја компликује 1 од 40 порођаја у Сједињеним Америчким Државама и одговорно је за најмање 75% случајева постпорођајног крварења.

## Етиологија
Неефикасна контракција материце, било фокално или дифузно, додатно је повезана са различитим етиологијама, укључујући:
- задржано плацентно ткиво,
- поремећаје плаценте (као што је морбидно приањање плаценте, превијање постељице и абрупција плаценте),
- коагулопатија (повећана продукција разградње фибрина утерине)
- индекс телесне масе (БМИ) изнад 40 (гојазност треће класе).

### Фактори ризика
Фактори ризика за атону материце укључују:
- продужени порођај,
- преципитан порођај,
- дистензију материце (мулти-фетална гестација, полихидрамнио, фетална макрозомија),
- фиброид материце,
- хориоамнионитис,
- индиковане инфузије магнезијум сулфата
- продужена употреба окситоцина.

## Патофизиологија
Контракција миометријума (који механички компримира крвне судове који снабдевају крвљу постељицу) представља главни механизам  хемостазе материце након порођаја фетуса, а плацента се уклања.
Процес је допуњен локалним децидуалним хемостатским факторима као што је инхибитор активатора плазминогена ткивног фактора типа-1, као и системским факторима коагулације као што су тромбоцити, циркулишући фактори згрушавања.

## Дијагноза
Дијагноза дифузне атоније материце се обично покреће налазом већег губитка крви од уобичајеног током прегледа који показује млитаву и увећану материцу, која у себи може садржати значајну количину крви.
Код фокалне локализоване атоније, фундални регион материце може бити добро контрахован док је доњи сегмент материце проширен и атоничан, што је тешко проценити при прегледу абдомена, али се може открити вагиналним прегледом. 
Дигитална експлорација шупљине материце (ако је доступна адекватна анестезија) или ултразвучно снимање поред кревета за откривање ехогене траке ендометријума је неопходан преглед, као и благовремени преглед са адекватним осветљењем како би се искључила акушерска рана на материци.

## Превенција
Пре порођаја свим трудницама треба да се прегледају и утврде фактори ризика, а затим им се додели стратификација ризика од постпорођајног крварења на основу препорука Америчког колеџа акушера и гинеколога (који су приказани надоњој табели). Ако је жена у средњем ризику, крв треба узети и прегледати. Оне за које је процењено да су високог ризика треба да буду издвојене и упарене.
| Средњи ризик                    | Висок ризик                |
| ------------------------------- | -------------------------- |
| Претходна операција на материци | Плацента превиа            |
| Вишеплодна трудноћа             | Плацента акрета            |
| Велико вишепарно крварење       | Активно крварење           |
| Претходно крварење              | ≥ 2 фактора средњег ризика |
| Велики фиброиди                 | Тромбоцити <70.000         |
| Макросомија                     | Позната коагулопатија      |
| Интекс телесне масе >40         |                            |
| Анемија                         |                            |
| Хориоамнионитис                 |                            |
| Продужени порођај у 2. фази     |                            |
| Окситоцин дуже од 24 сата       |                            |
| Терапија магнезијум сулфатом    |                            |